# سیارک ۱۸۶۷۰
سیارک ۱۸۶۷۰ (به انگلیسی: 18670 Shantanugaur، نامگذاری:1998FM64) هجده هزار و ششصد و هفتادمین سیارک کشف شده‌است که در ۲۰ مارس ۱۹۹۸ کشف شد.
قدر مطلق سیارک برابر ۲۰.۴ است.